# تاتیک (قره‌عیسی‌لی)
تاتیک (به ترکی استانبولی: Tatık) یک منطقهٔ مسکونی در ترکیه است که در کارایسالی واقع شده‌است.